# Інститут астрономії (Кембридж)
Інститут астрономії (англ. Institute of Astronomy) — найбільший з трьох факультетів астрономії Кембриджського університету та одна з найбільших астрономічних установ у Сполученому Королівстві. В інституті працює близько 180 викладачів, постдоків, відвідувачів та асистентів.
В інституті проводяться дослідження екзопланет, зір, зоряних скупчень, космології, гравітаційних хвиль, молодого Всесвіту, активних ядер галактик, галактик та скупчень галактик. Інститут займається спостереженнями по всьому електромагнітному спектру, обчислювальною астрономією та аналітичними теоретичними дослідженнями.
На території інституту також розташований Інститут космології імені Кавлі. Цей інститут спеціалізується на дослідженні Всесвіту на високих червоних зміщеннях. Кавендішська астрофізична група базується в Центрі Батткока, будівлі на тій самій території.

## Історія

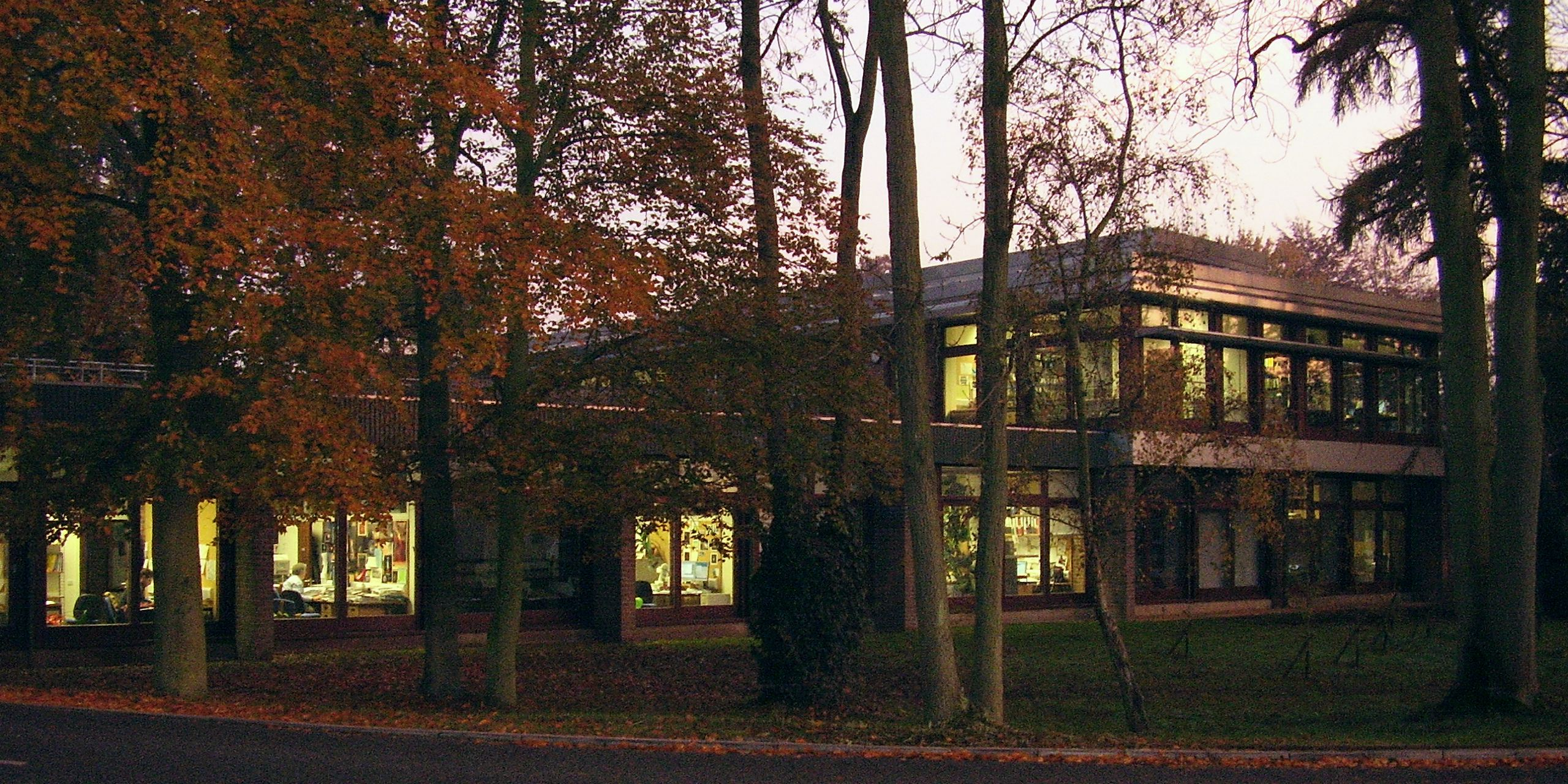
Будівля Хойла Інституту астрономії ввечері

Інститут був утворений в 1972 році в результаті об'єднання трьох раніше утворених установ:
- Університетська обсерваторія, заснована в 1823 році. Зараз у будівлі Кембриджської обсерваторії розташовані офіси та бібліотека кафедри.
- Обсерваторія сонячної фізики, заснована в Кембриджі в 1912 році. У 2008 році будівлю було частково знесено, щоб звільнити місце для Інституту космології Кавлі.
- Інститут теоретичної астрономії, який був створений Фредом Хойлом у 1967 році. Його будівля є головним корпусом інституту (будівля Хойла), з лекційним залом, доданим у 1999 році, і другим двоповерховим крилом, побудованим у 2002 році.

З 1990 по 1998 рік Королівська Гринвіцька обсерваторія базувалася в Кембриджі, де вона займала Гринвіч-хаус на території, суміжній з Інститутом астрономії.

## Викладання
Інститут навчає студентів 3 та 4 курсів. Зазвичай близько 30 студентів навчаються на магістерській програмі. Магістрам викладаються такі курси, як загальна теорія відносності, космологія, чорні діри, екзопланети, астрофізична гідродинаміка, структура та еволюція зір, утворення галактик. Приблизно 1/3 магістратури займає обширний дослідницький проєкт.
Крім того, в інституті щороку навчається від 12 до 18 аспірантів, які в основному фінансуються британським урядом через STFC. Програма магістратури є незвичайною для Великобританії, оскільки студенти можуть вільно обирати свого наукового керівника чи консультанта з числа співробітників кафедри, і цей вибір часто робиться лише наприкінці першого семестру.

## Відомі співробітники
В різний час в інституті працювали такі відомі астрономи, як
- Джордж Ейрі
- Джон Кауч Адамс
- Артур Еддінгтон
- Річард Елліс
- Стівен Хокінг
- Фред Хойл
- Гарольд Джефріс
- Дональд Лінден-Белл
- Джаянт Нарлікар
- Єремія Острікер
- Мартін Ріс

## Телескопи

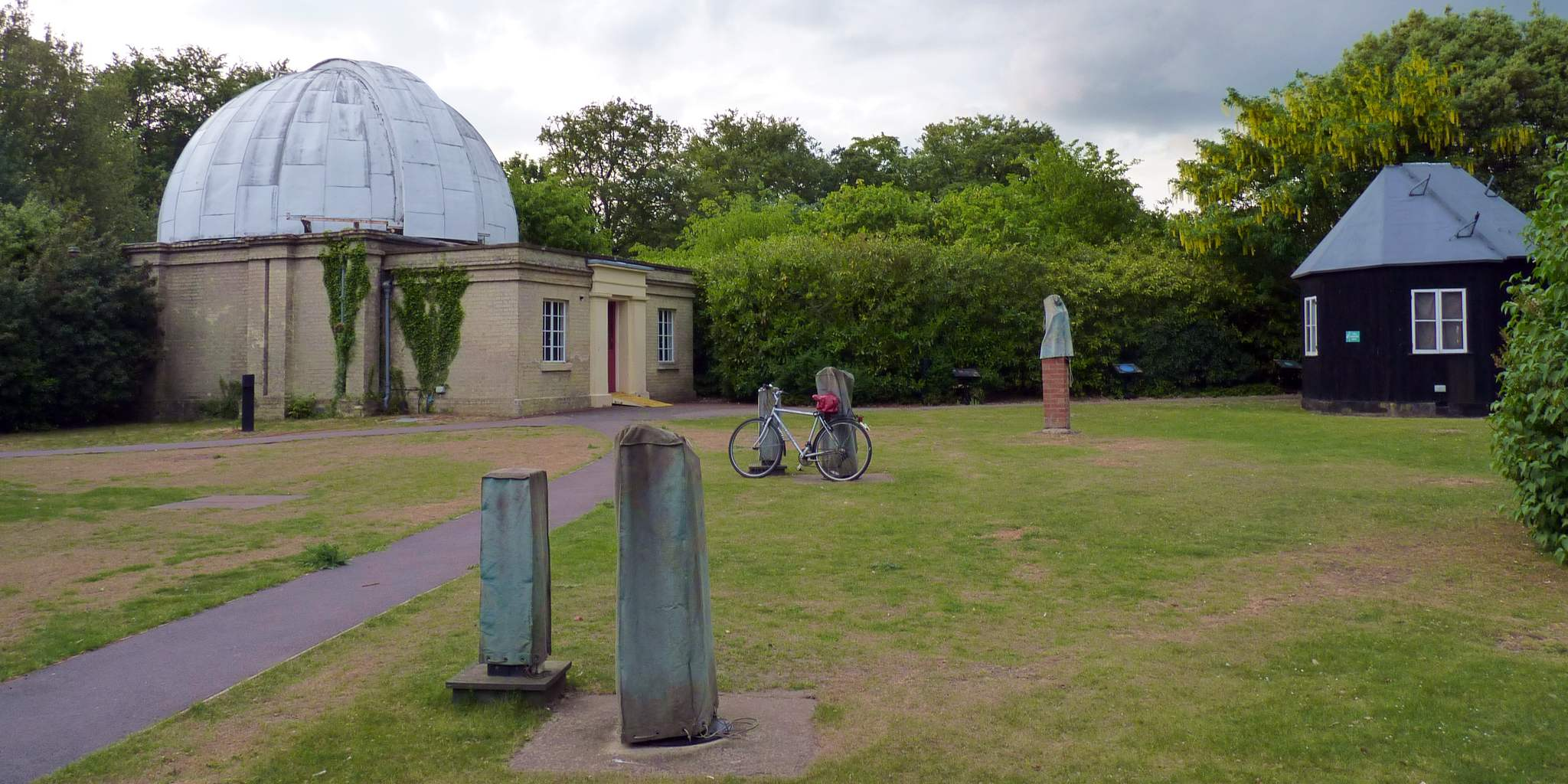
Будівлі обсерваторії, в яких розміщено Нортумберлендський телескоп (ліворуч) і Торровгудський телескоп (праворуч), в Інституті астрономії Кембриджського університету. Криті конструкції на передньому плані — кріплення для портативних телескопів.

На території інституту розміщено кілька телескопів. Хоча за допомогою телескопів проводиться певна наукова робота, вони переважно використовуються для громадських спостережень. Погана погода та світлове забруднення в Кембриджі роблять сучасні астрономічні спостереження неможливими. Серед телескопів на території інституту:
- Нортумберлендський телескоп, подарований герцогом Нортумберлендським у 1833 році. Це 30-сантиметровий рефрактор на англійському монтуванні.
- Менший телескоп Thorrowgood, наданий Королівським астрономічним товариством. Це 20-сантиметровий рефрактор.
- 36-дюймовий телескоп, побудований у 1951 році.
- Трьохдзеркальний телескоп, прототип телескопа з унікальною конструкцією, яка має широке поле зору та чіткі зображення.

Колишня інститутська 24-дюймова камера Шмідта була передана в дар Spaceguard Center в Найтоні в Уельсі в червні 2009 року.
Астрономічне товариство Кембриджського університету (Cambridge University Astronomical Society) і Кембриджська астрономічна асоціація (Cambridge Astronomical Association) проводять регулярні спостереження. Інститут проводить громадські вечори спостереження по середах з жовтня по березень.

## Громадська діяльність

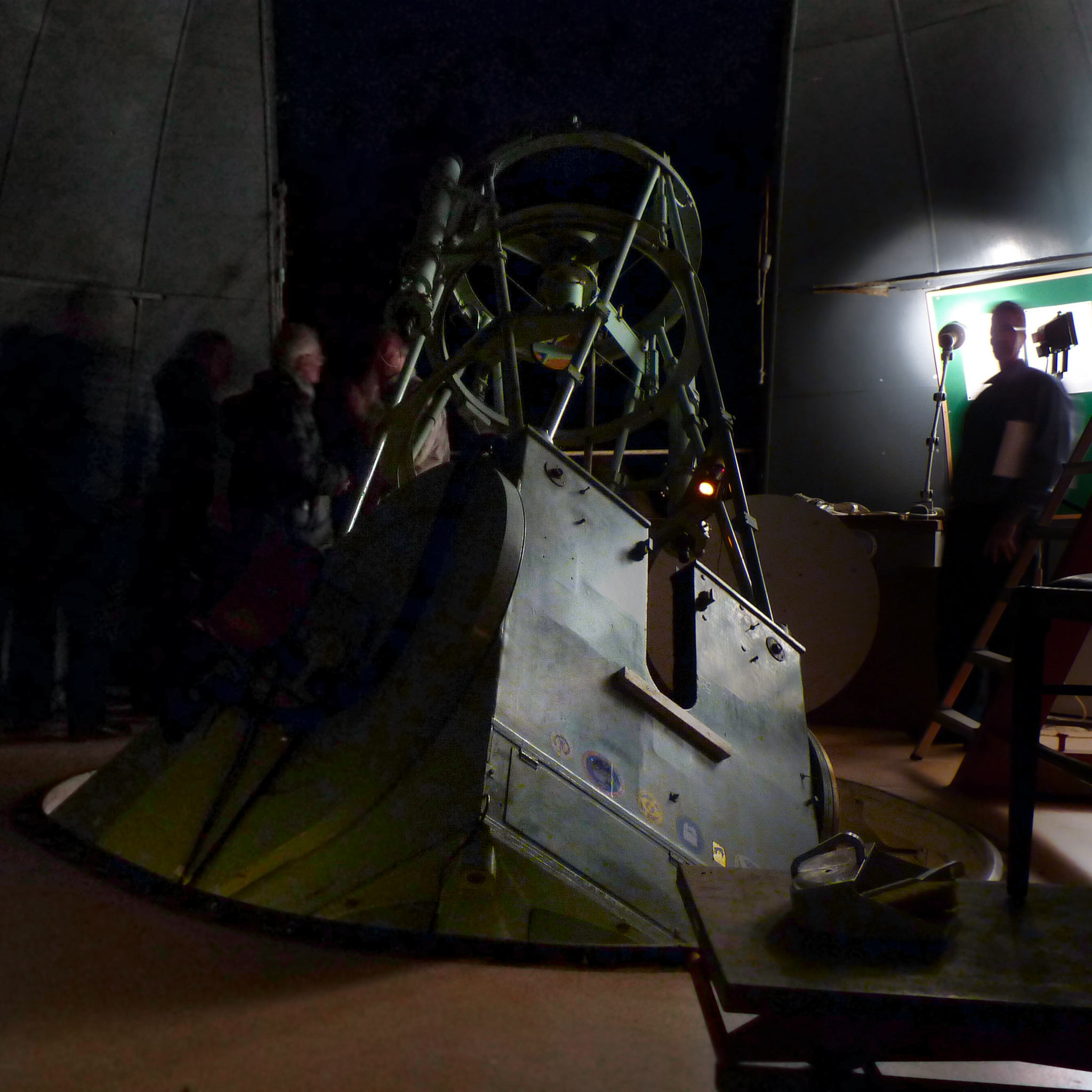
36-дюймовий телескоп використовується для курсу «Вступ до астрономії» Кембриджської астрономічної асоціації 2011 року

Інститут проводить низку заходів із залученням широкої громадськості до астрономії. Вони включають або включали:
- Відкриті вечори в середу взимку, з доповіддю члена інституту з подальшим спостереженням за ясної погоди[7]
- Проведення конференції Astroblast
- Щорічна виставка скульптур, що демонструє роботи Університету Англії Раскіна[8]
- Щорічний день відкритих дверей під час Кембриджського фестивалю науки
- Щомісячний подкаст «Astropod»[9], орієнтований на широку публіку (спочатку Astropod виходив з 2009 по 2011 рік, а в 2020 році його було перезапущено)
- Додаткові ночі спостереження за спеціальними подіями, такими як IYA Moonwatch і спостереження за зірками BBC у прямому ефірі

Бібліотека інституту розташована в старій будівлі Кембриджської обсерваторії. Це спеціалізована бібліотека, присвячена астрономії, астрофізиці та космології. Колекція нараховує близько 17 000 книг. Бібліотека передплачує підписку на близько 80 сучасних журналів. Також бібліотека має колекцію рідкісних астрономічних книг, багато з яких належали Джону Каучу Адамсу.